# Ігри з вогнем
«Ігри з вогнем» (англ. Playing with Fire) — американський сімейний комедійний фільм 2019 року режисера Енді Фікмана, знятий за сценарієм Дена Евена та Метта Лібермана, з Джоном Сіною, Кігеном-Майклом Кі, Джоном Легвізамо, Бріанною Гільдебранд, Деннісом Гейсбертом і Джуді Грір у головних ролях. Стрічка розповідає про групу пожежників, які мають піклуватися за трьома дітьми, яких врятували з палаючого будинку, поки не знайдуть їхніх батьків.
У США широкий показ фільму розпочався 8 листопада 2019 року компанією Paramount Pictures, в Україні — 26 грудня 2019 року за сприяння B&H. Критики негативно відгукнулися про фільм. Світові касові збори склали 53 мільйони доларів.
Це третій фільм Walden Media від Nickelodeon Movies після стрічок «Павутиння Шарлотти» та «Дора і загублене місто».

## Сюжет
Капітан Джейк Карсон (Джон Сіна) та його пожежна команда беруть під контроль вогонь, який вирує навколо шосе. За ними спостерігає натовп із трепетом. Одна жінка просить взяти її з собою, бо «її чоловік — бухгалтер», який стоїть прямо біля неї, а Джейк Карсон — найгарячіший чоловік, якого вона коли-небудь бачила.
Під час інтерв'ю командира підрозділу Річардса (Денніс Гейсберт) Карсон і Марк (Кіген-Майкл Кі) обговорюють, що це робота мрії Джейка. Частина парашутного загону заявляє, що хочуть опинитися у «великій лізі» у Санта-Барбарі, тому йде. На станції залишається лише чотири хлопці: Джейк, Марк, Родріго (Джон Легуізамо) та Акс (Тайлер Мане). Вони швидко вирушають гасити лісову пожежу.
Карсон знаходить дітей. Рятувальний процес потрапляє в об'єктиви камер репортерів. Він відвозить дітей до пожежного штабу. Батьки в повідомленні говорять, що не можуть їх одразу забрати через негоду. Річардс вітає його з успішним порятунком та цікавиться щодо заявки на його вакантне місце.
Діти починають бавитись. З'являється Гікс (Джуді Грір), яка вивчає зникаючих жаб, вимагає підписати папір, погодившись не брати більше води з її ставків. Карсон намагається повісити дітей на неї, тому що не знає як їх вгамувати. Діти заспокоюються переглядом мультфільму. Джейк засинає. Під час його відпочинку діти поступово руйнують усе навколо.
Діти намагаються вкрасти квадроцикл. Карсон їде за ними на велосипеді. Вони випадково збивають Джейка, а квадроцикл потрапляє в озеро. Карсон вирішує, що вони повинні таборитися, тому що не встигнуть повернутися до темряви. Діти зізнають, що їхні батьки не прийдуть, бо вони мертві. Трійця втекли з прийомної сім'ї та не хочуть повертатися, щоб не бути розлученими. Карсон обіцяє звернутися до служби у справах дітей не раніше понеділка.
Після повернення у пожежну частину діти допомагають Карсону запросити Гікс на побачення. У неділю вони влаштували для дітей велику вечірку на день народження Зої і в цей час з'являється Річардс. Він вичитує їх за стан станції, і Карсон розуміє, що він не може бути сімейним чоловіком і пожежним. Коли з'являється служба у справах дітей, діти втікають на автомобілі Річардса.
Карсон і пожежники вирушають на пошуки. Діти потрапляють в аварію і звисають зі схилу гори. Карсон рятує їх. Після повернення Річардс пропонує йому роботу. Карсон і компанія прощаються з дітьми, але потім чоловік вирішує всиновити їх. Через певний час Карсон і Гікс одружуються. Після офіційної частини на них чекала команда пожежників.

## У ролях
| Актор               | Роль             |
| ------------------- | ---------------- |
| Джон Сіна           | Джейк Карсон     |
| Кіген-Майкл Кі      | Марк Роджерс     |
| Джон Легвізамо      | Родріго Торрес   |
| Тайлер Мане         | Акс              |
| Бріанна Гільдебранд | Брінна           |
| Крістіан Конвері    | Вілл             |
| Фінлі Роуз Слейтер  | Зої              |
| Денніс Гейсберт     | командир Річардс |
| Джуді Грір          | Емі Гікс         |

## Виробництво
Фільм був анонсований у жовтні 2018 року, коли Джон Сіна отримав роль у фільмі. Наступного місяця Енді Фікман отримав місце режисера.
До січня 2019 року до акторського складу приєдналися Бріанна Гільдебранд, Джуді Грір, Кіген-Майкл Кі, Едоардо Карфора, Крістіан Конвері та Джон Легвізамо. Робу Гронковському запропонували роль у фільмі, але він відмовився через зайнятість в іншому проєкті.
Знімання фільму розпочали 4 лютого 2019 року в Бернабі, а завершили 29 березня.

## Випуск
Планувалося, що фільм вийде 20 березня 2020 року, але пізніше дату перенесли на 8 листопада 2019 року, на початкову дата виходу «Їжак Сонік».

## Сприйняття

### Касові збори
Фільм зібрав 43,4 мільйона доларів у США та Канаді та 9,7 мільйона доларів на інших територіях, усього у світі — 53,1 мільйона доларів.
У США та Канаді фільм вийшов разом з «Доктор Сон», «Мідвей» і «Щасливого Різдва», за прогнозами за перші вихідні касові збори складуть 7–10 мільйонів доларів із 3125 кінотеатрів. У перший день він отримав 3,6 мільйона доларів, зокрема 500 000 доларів за попередній перегляд у четвер. Стрічка дебютувала з 12,8 мільйона доларів, що перевищило прогнози, а також посіла третє місце в прокаті. У наступні вихідні фільм заробив 8,6 мільйона доларів, посівши четверте місце після «Аутсайдерів», «Мідвею» й «Ангелів Чарлі».

### Критика
На сайті Rotten Tomatoes фільм має рейтинг схвалення 20 %, на основі 54 відгуків, із середнім рейтингом 3,91 / 10. На Metacritic стрічка отримала 24 зі 100 на основі 14 оглядів критиків, що говорить про «загалом несприятливі відгуки». Глядачі, опитані CinemaScore, дали фільму середній бал «B +» за шкалою від A до F, тоді як користувачі PostTrak оцінили його в середньому на 2,5 з 5 зірок.